# Flavoparmelia marchantii
Flavoparmelia marchantii är en lavart som beskrevs av Elix, O. Blanco & A. Crespo. Flavoparmelia marchantii ingår i släktet Flavoparmelia och familjen Parmeliaceae.   Inga underarter finns listade i Catalogue of Life.